# Ein Herz und eine Krone
Ein Herz und eine Krone (Originaltitel: Roman Holiday) ist eine Filmromanze aus dem Jahr 1953 mit Audrey Hepburn und Gregory Peck in den Hauptrollen. Regie führte William Wyler. Die Dreharbeiten fanden in Rom und in den Cinecittà-Studios bei Rom statt. Für Audrey Hepburn bedeutete der Film den Durchbruch in Hollywood, ihre Darstellung einer modernen Prinzessin brachte ihr außerdem den Oscar als beste Hauptdarstellerin ein.

## Handlung
Ann, die junge Kronprinzessin eines nicht genannten Landes, weilt im Rahmen einer Europa-Rundreise auf Staatsbesuch in Rom. Ihr Wunsch, sich wenigstens in Kleinigkeiten von den höfischen Zwängen zu lösen, äußert sich etwa beim Zubettgehen, wenn sie ihre Hofdame Gräfin Vereberg wissen lässt, dass sie statt im Nachthemd gern im Pyjama schlafen würde, „nur im Oberteil“, und dass viele Menschen mit absolut gar nichts schliefen. Überfordert von nicht enden wollenden protokollarischen Pflichten, hat sie bald einen Nervenzusammenbruch. Sie erhält eine Beruhigungsspritze und den Rat des Arztes, nur das zu tun, was sie will. Gleich danach entflieht sie aus dem Palazzo Barberini und schläft auf einer Bank am Straßenrand ein. Dort liest der amerikanische Reporter Joe Bradley sie auf. Er hält sie für alkoholisiert und nimmt sie schließlich aber – in Unkenntnis, wer sie ist – zur „Ausnüchterung“ mit in seine winzige Wohnung in der Via Margutta 51.
Am folgenden Morgen – Ann ist noch immer benommen – verschläft Bradley den Presseempfang der Prinzessin, an dem er teilnehmen sollte. Anns Verschwinden wird mit ihrer angeblichen Erkrankung offiziell geheim gehalten. Dem Chef seiner Presseagentur, Mr. Hennessy, berichtet Bradley auf Nachfrage frei erfundene Einzelheiten aus der Pressekonferenz. Als der erzürnte Hennessy ihm die aktuelle Zeitung mit der Schlagzeile präsentiert, dass wegen einer akuten Erkrankung der Prinzessin der Presseempfang abgesagt worden ist, erkennt Bradley auf dem Foto die Prinzessin als die junge Frau in seiner Wohnung. Hennessy weiß nichts davon und sagt ihm, überzeugt von der Unmöglichkeit, 5000 Dollar für ein Exklusiv-Interview mit der Prinzessin zu.
Bradley eilt zurück in seine Wohnung, wo er Ann noch im Pyjama schlafend antrifft. Nachdem er sie geweckt und sich von ihrer Identität überzeugt hat, schaut sie von seiner Dachterrasse aus über das sonnenbeschienene Rom. Beide verheimlichen ihre wahre Identität voreinander. Während Joe Bradley eine einmalige Story wittert, wenn er die Prinzessin auf einem Inkognito-Urlaub in Rom begleitet, sieht die Prinzessin die Möglichkeit, inkognito in ein unbeschwertes Leben ohne protokollarische Zwänge abtauchen zu können.
Ann verabschiedet sich und macht sich zunächst allein auf den Weg, während Joe ihr heimlich folgt. Bei einem Frisör nahe dem Trevi-Brunnen lässt sie sich zu dessen Entsetzen ihre langen Haare abschneiden und eine Kurzhaarfrisur machen; beide sind von dem Ergebnis positiv überrascht. Der Figaro lädt sie für den Abend zum Tanz auf einem Boot auf dem Tiber bei der Engelsburg ein.
Joe Bradley und Ann fahren auf einer Vespa den ganzen Tag lang durch Rom. Sein Freund, der Fotograf Irving Radovich, begleitet sie und fotografiert dabei heimlich mit seiner Feuerzeug-Kamera. In der Vorhalle der Kirche Santa Maria in Cosmedin erzählt ihr Joe von der berühmten Steinmaske, genannt „Mund der Wahrheit“ (Bocca della Verità). Einer Legende nach verliert jeder seine Hand, der sie ihr in den Mund legt und nicht die Wahrheit gesagt hat. Sowohl Joe als auch Ann haben sich und die Polizei belogen; daher steht Ann mit gemischten Gefühlen vor dieser Prüfung. Da sie sich nicht traut, ihre Hand in den „Mund der Wahrheit“ zu stecken, lässt sie Joe den Vortritt. Der hält seine Hand hinein und lässt sie beim Herausziehen im Ärmel seines Sakkos verschwinden, als wäre sie wirklich abgebissen.
Am Abend besuchen Ann und Joe die Tanzveranstaltung auf dem Boot an der Engelsburg, zu der sie vom Friseur eingeladen worden waren. Mittlerweile hatte die Regierung von Anns Heimatland Agenten nach Rom geschickt um sie aufzuspüren. Als Ann während der Tanzveranstaltung gewaltsam festgenommen werden soll, entwickelt sich auf dem Boot aus einem Handgemenge eine Massenschlägerei, bei der nicht nur Joe, Irving, der Friseur, sondern auch Ann aktiv beteiligt ist. Irving findet Gelegenheit ein Foto zu machen, bei dem Ann einem Agenten eine Gitarre auf den Kopf schlägt.  
Als Joe bei einer Rangelei in den Tiber gestoßen wird, springt Ann ihm hinterher. Beide entkommen so den Verfolgern schwimmend ans Ufer. Während sie fröstelnd am Flussufer sitzen küssen sie sich. 
Zurück in Joes Wohnung hört Ann im Radio, dass die Bevölkerung ihres Landes wegen ihrer angeblichen Erkrankung aufs Äußerste beunruhigt sei. Aus Pflichtbewusstsein beschließt sie daher zu ihrem Prinzessinnenleben zurückzukehren. Joe fährt sie mit dem Auto fort und beide nehmen unter Tränen und mit einem langen Kuss voneinander Abschied. Ann sagt Joe, „Ich muss dich jetzt verlassen“, und beschwört ihn, ihr nicht zu folgen. Und verschwindet in die Nacht hinaus Richtung Palazzo.
Joes Chef Hennessy, der mittlerweile gerüchteweise mitbekommen hatte, dass die Krankheit der Prinzessin vorgeschoben war und sie in Wahrheit 24 Stunden unerkannt durch Rom streifte, stürmt in Joes Bude und will dessen Story von Anns Ausbruch aus ihren goldenen Käfig haben. Auch Irving stößt hinzu und will begeistert seine entwickelten Fotos präsentieren. Doch Joe eröffnet beiden, dass es von seiner Seite aus Respekt vor Ann eine große Story nicht geben werde. 
Ann ist nach der Rückkehr nicht mehr das fügsame Mädchen, sondern eine selbstbewusste Frau geworden, die das höfische Vokabular nun in ihrem Sinne nutzt. Das zeigt sich auch am nächsten Tag beim Presseempfang (gedreht in der Galleria Colonna), auf dem sie unter Missachtung aller protokollarischen Regeln Rom zur schönsten Stadt ihrer Europa-Reise erklärt und abschließend einige Damen und Herren der Presse in der ersten Reihe persönlich begrüßt. Denn dort hat sie Joe mit Freund Irving erblickt. Irving überreicht ihr diskret einen Umschlag mit „kompromittierenden“ Bildern von ihrem Tag in Rom. Bevor Ann sich mit ihrer Begleitung zurückzieht, richtet sie einen letzten liebevollen traurigen Blick auf Joe. Der Prunksaal leert sich, und nur Joe bleibt nachdenklich und allein zurück, den Blick auf die Stelle gerichtet, wo Ann noch vor wenigen Minuten gestanden hat. Schließlich verlässt auch er den Raum.

## Produktion
Die Idee zu Roman Holiday stammte vom erfolgreichen Hollywood-Drehbuchautor Dalton Trumbo; im Filmvorspann wurde aber damals statt seiner Ian McLellan Hunter als Ideengeber zum Film erwähnt. Das lag daran, dass Trumbo als vermeintlicher Kommunist während der McCarthy-Ära zu den Hollywood Ten gehörte und daher auf die Schwarze Liste geraten war. Das machte ihm das offizielle Arbeiten in Hollywood praktisch unmöglich und brachte ihn sogar ins Gefängnis. In den heutigen DVD-Fassungen des Films ist der Name Dalton Trumbo wieder im Vorspann zu lesen, er wurde nachträglich eingefügt. Ursprünglich wollte Star-Regisseur Frank Capra die Geschichte verfilmen und an den Erfolg seiner von der Handlung her recht ähnlichen Komödie Es geschah in einer Nacht von 1934 anknüpfen. Er stieg aus dem Projekt aber aus, teils weil ihm die Beteiligung des als Kommunisten verurteilten Trumbo als zu heikel erschien und teils weil er das Filmbudget für zu niedrig befand. Nach Capras Absage übernahm die Regie William Wyler, einer der führenden dramatischen Regisseure Hollywoods, für den es die erste Filmkomödie seit 20 Jahren war.
Gegen den Willen des Studios beharrte Wyler darauf, dass Roman Holiday nicht in Hollywood, sondern in Rom gedreht werden sollte. In den frühen 1950er Jahren kam es selten vor, dass Hollywood-Filme im Ausland gedreht wurden, da die Produzenten das in der Ferne drehende Filmteam nicht so gut kontrollieren konnten. Stattdessen verwendete man meist Rückprojektionen im Studio. Aber Wyler bekam schließlich die Zustimmung, wodurch Roman Holiday der erste US-Film wurde, der komplett in Italien gedreht wurde: Drehorte waren Rom selbst sowie die Cinecittà-Studios in der Nähe von Rom. Kritik und Publikum zeigten sich bei der Veröffentlichung dann vom Spiel an Originalschauplätzen ausdrücklich begeistert, was den Weg für weitere Hollywood-Drehs im Ausland ebnete. Das Budget des Films wurde wegen des Umzugs nach Rom vom Studio Paramount so sehr gekürzt, dass er nicht wie geplant in Farbe, sondern in Schwarzweiß gedreht wurde. Als Statisten für den Ball zu Beginn des Films holte Wyler einige echte italienische Aristokraten, die ihr Honorar dann für Wohltätigkeitszwecke spendeten. Auch die Reporter am Ende des Films (abgesehen von Gregory Peck und Eddie Albert) gingen im realen Leben diesem Beruf nach.
Die Szene, in der Joe scheinbar die Hand abgebissen wird, wurde von Peck improvisiert, und das Entsetzen von Audrey Hepburn ist nicht gespielt. Bei der Abschiedsszene war die unerfahrene Hepburn dann nicht in der Lage, auf Kommando Tränen zu produzieren, worauf Wyler sich über das verschwendete Aufnahmematerial beschwerte. Hepburn brach prompt in Tränen aus, und die Szene war gerettet.
Für die Rolle der Prinzessin waren zunächst Elizabeth Taylor und Jean Simmons im Gespräch, die aber beide durch andere Projekte verhindert waren. So verpflichtete Wyler die britisch-niederländische Jungschauspielerin Audrey Hepburn, die zwar bereits einige Film-Nebenrollen gespielt hatte und mit dem Stück Gigi am Broadway erfolgreich war, aber der breiten Öffentlichkeit noch unbekannt war. Der Film machte Hepburn auf Anhieb zu einem Hollywood-Star und brachte ihr einen Oscar ein. An ihrer Seite agierte mit Gregory Peck ein bereits etablierter Filmschauspieler, der dem Projekt zunächst eher abgeneigt war, weil er befürchtete, der Fokus des Drehbuchs läge zu sehr auf der Prinzessin und er würde dahinter nur die 'zweite Geige' spielen. Aus eben diesem Grund hatte bereits Cary Grant die Rolle des Joe Bradley abgelehnt.
Nach den Dreharbeiten ging Peck dann zu Recht davon aus, dass Hepburn für ihren Auftritt den Oscar gewinnen würde. Er bestand darauf, dass ihr Name – obwohl noch ziemlich unbekannt – vor dem Filmtitel genannt wurde, was damals nur Topstars vorbehalten war.
Zur Zeit der Kinopremiere sorgte die nicht zustande gekommene Hochzeit zwischen dem bürgerlichen Fliegeroberst Peter Townsend und der britischen Prinzessin Margaret international für Furore. Die aktuelle Thematik einer verhinderten Romanze zwischen Normalbürger und Prinzessin soll Roman Holiday an den Kinokassen noch erfolgreicher gemacht haben. Das Flugzeug, mit dem die Inkognito-Agenten eingeflogen werden, ist eine viermotorige Breda-Zappata BZ.308, damals der ganze Stolz der italienischen Luftfahrt; nur ein einziges Exemplar wurde gebaut.

## Synchronisation
Die deutsche Synchronfassung entstand anlässlich der deutschen Kinopremiere 1953 bei der Berliner Synchron GmbH. Die Dialogregie übernahm Rolf von Sydow, für das Dialogbuch war Erika Streithorst verantwortlich.
| Rolle                      | Darstellung       | Synchronisation  |
| -------------------------- | ----------------- | ---------------- |
| Joe Bradley                | Gregory Peck      | Wolfgang Lukschy |
| Prinzessin Ann             | Audrey Hepburn    | Marion Degler    |
| Irving Radovitch           | Eddie Albert      | Horst Niendorf   |
| Chefredakteur Mr. Hennessy | Hartley Power     | Paul Klinger     |
| Gräfin Vereberg            | Margaret Rawlings | Alice Treff      |
| Friseur Mario Delani       | Paolo Carlini     | Klaus Miedel     |
| Taxifahrer                 | Alfredo Rizzo     | Erich Fiedler    |

## Kritiken
Die Kritiken bei der Veröffentlichung von Ein Herz und eine Krone waren hervorragend, insbesondere Audrey Hepburn wurde für ihre Darstellung der Prinzessin gelobt. Bis heute wird der Film allgemein positiv rezensiert. So lautet der Kritikerkonsens beim US-Filmportal Rotten Tomatoes, wo der Film nach Kritiken von professionellen Filmkritikern eine positive Wertung von 98 % besitzt, dass Roman Holiday die Standards für heutige Liebeskomödien gesetzt habe. Der Film sei ebenso witzig wie schön, urteilten die amerikanischen Kritiker.
Auch in Deutschland wird der Film bis heute positiv aufgenommen. 6000 Filme. Kritische Notizen aus den Kinojahren 1945 bis 1958 bezeichnete Ein Herz und eine Krone als „musterhafte, charmante und liebenswürdige Unterhaltung“, die durch leise Ironie und kultivierte Gestaltung auch höhere Ansprüche befriedige und daher sehenswert sei. Das Lexikon des internationalen Films bezeichnete den Film als „charmante Unterhaltung, die durch leise Ironie und kultivierte Gestaltung gefällt“. prisma.de schrieb: „Eine wunderbare Liebeskomödie, die bis heute nichts von ihrem Charme verloren hat. William Wyler gelang mit einer Idealbesetzung zweifellos einer der zauberhaftesten und schönsten Liebesfilme aller Zeiten.“ Frank-Michael Helmke von filmszene.de zeigte sich ebenfalls überzeugt: „Roman Holiday […] ist die Großmutter aller modernen romantischen Komödien, was vor allem daran liegt, dass er in kongenialer Weise einen der Urmythen dieses Genres umdrehte – und so einen neuen Urmythos kreierte. Hier ist es nicht das einfache Mädchen, das sich überraschend als edle Prinzessin erweist, sondern die edle Prinzessin, die sich nach dem Leben als einfaches Mädchen sehnt. […] Eine romantische Komödie in perfekter Formvollendung.“

## Auszeichnungen
1954 erhielt Audrey Hepburn für ihre Darstellung der Prinzessin Ann den Oscar als beste Hauptdarstellerin. Oscars gab es auch für die legendäre Edith Head in der Kategorie Bestes Schwarzweiß-Kostümdesign sowie für Ian McLellan Hunter in der Kategorie Beste Originalgeschichte. Für den damals in Hollywood auf der Blacklist stehenden und im Originalvorspann daher nicht genannten Dalton Trumbo wurde 1993 ein zweiter Oscar an Trumbos Witwe übergeben. Nominiert war der Film für sieben weitere Oscars; in der Hauptkategorie Bester Film, William Wyler für den besten Regisseur, Eddie Albert als bester Nebendarsteller, John Dighton und Ian McLellan Hunter für das beste Drehbuch, Hal Pereira und Walter Tyler für das beste Szenenbild, Franz Planer und Henri Alekan für die beste Kamera, und Robert Swink für den besten Filmschnitt.
Audrey Hepburn gewann ferner einen Golden Globe sowie den Preis des New York Film Critics Circle.
Die Filmbewertungsstelle Wiesbaden verlieh der Produktion das Prädikat Besonders wertvoll. Die Evangelischen Filmgilde empfahl den Film als Film des Monats Februar 1954.
1999 wurde der Film als „kulturell, historisch oder ästhetisch signifikant“ in das National Film Registry aufgenommen. Das American Film Institute präsentierte 2002 eine US-Bestenliste der Liebesfilme und wählte Roman Holiday zum viertbesten aller Zeiten.

## Referenzen
- Der italienische Spielfilm Gib dem Affen Zucker (Originaltitel: Innamorato pazzo) und der deutsche Spielfilm Prinzessin macht blau erzählen beide eine ähnliche Geschichte, in der eine Prinzessin bei einem Staatsbesuch vor dem Protokoll flieht und sich inkognito von ihren Verpflichtungen erholen will.

- In der Jugendserie Die Pfefferkörner wird in Folge 2 der 7. Staffel (Der Junge ohne Namen) die Geschichte recht genau nachgespielt, bis hin zu wörtlichen Zitaten („Welche Stadt hat Ihnen am besten gefallen?“).[10]

- Auch die Episode 567 in der Staffel 26 der Zeichentrickserie Die Simpsons ist eine Anspielung auf den Film.